# Jangamapura, Chintamani
Jangamapura là một làng thuộc tehsil Chintamani, huyện Chikkaballapur, bang Karnataka, Ấn Độ.